# 밀양군 (1963년 선거구)
밀양군은 대한민국의 옛 국회의원 선거구이다. 당시 경상남도 밀양군 지역을 관할했다.

## 역사
제6대 국회의원 선거를 앞두고 밀양군 갑 선거구와 밀양군 을 선거구가 통합됨에 따라 신설되었다.
제9대 국회의원 선거를 앞두고 창녕군 선거구와 통합되면서 밀양군·창녕군 선거구를 이루게 됨에 따라 폐지되었다.

## 역대 국회의원
| 선거   | 정당 | 정당       | 의원   |
| ------ | ---- | ---------- | ------ |
| 1963년 |      | 민주공화당 | 이재만 |
| 1967년 |      | 민주공화당 | 공정식 |
| 1971년 |      | 신민당     | 박일   |

## 역대 선거 결과

### 대한민국 제6대 국회의원 선거
|  | 46.11% |

|  | 23.80% |

|  | 9.93% |

|  | 6.90% |

|  | 3.72% |

|  | 3.41% |

|  | 2.94% |

|  | 1.73% |

|  | 1.42% |

### 대한민국 제7대 국회의원 선거
|  | 63.67% |

|  | 36.32% |

### 대한민국 제8대 국회의원 선거
|  | 51.20% |

|  | 48.32% |

|  | 0.46% |